# Renaissance (álbum)
Renaissance (também intitulado como Act I: Renaissance) é o sétimo álbum de estúdio da cantora americana, Beyoncé, lançado em 29 de julho de 2022, através da Parkwood Entertainment e Columbia Records. É seu primeiro lançamento solo em estúdio desde Lemonade (2016) e serve como a primeira parte de uma trilogia. Beyoncé escreveu e produziu o álbum juntamente com Nova Wav, The-Dream, Symbolyc One, A. G. Cook, Honey Dijon, Beam, Tricky Stewart, BloodPop, Skrillex, Hit-Boy, No I.D., P2J e entre outros. Beam, Grace Jones e Tems fazem aparições como vocalistas. 
Beyoncé concebeu e gravou o álbum durante a pandemia de COVID-19, como uma forma de procurar inspirar a alegria e o escapismo nos ouvintes que experienciaram o isolamento e celebrar uma cultura clubber, na qual pessoas historicamente marginalizadas buscavam a sua própria libertação através da música dance. Com suas canções arranjadas como se fossem parte de um único set de um DJ, o álbum relaciona-se com os estilos de música de dance negra pós-1970, como o disco e o house e homenageia os precursores negros e queers desses gêneros. O conteúdo lírico do álbum explora temas como o escapismo, o hedoísmo, a autoconfiança e a autoexpressão.  
O disco estreou no número um na parada estadunidense Billboard 200, sendo o sétimo álbum consecutivo de Beyoncé a alcançar esse feito. Também atingiu o topo das paradas da Austrália, Bélgica, Canadá, Dinamarca, França, Irlanda, Países Baixos, Nova Zelândia, Suécia e Reino Unido. O álbum possui dois discos de platina certificados pela Recording Industry Association of America, nos Estados Unidos. Seu primeiro single, "Break My Soul", também foi certificado com dois discos de platina nos Estados Unidos pela RIAA e alcançou o topo de várias paradas musicais mundo afora no seu lançamento em 20 de junho de 2022, incluindo a Billboard Hot 100. "Cuff It", lançado em sequência, atingiu as dez melhores colocações das tabelas nos Estados Unidos e internacionalmente.
O álbum foi amplamente aclamado pela crítica especializada da música por sua sonoridade eclética porém coesa, por seu humor alegre e pela performance vocal de Beyoncé. O álbum, que foi o mais elogiado de 2022, foi eleito o melhor álbum do ano por várias publicações, incluindo os jornais Los Angeles Times e The New York Times, a rádio NPR e as revistas Pitchfork e Rolling Stone. O disco recebeu nove indicações aos prêmios Grammy de 2023, incluindo Álbum do Ano, vencendo quatro delas, inclusive Melhor Álbum de Dance ou Eletrônica, tornando Beyoncé a pessoa mais premiada da história do Grammy. Para promover Reinassance, Beyoncé embarcou na Renaissance World Tour, que se iniciou em maio de 2023. 

## Antecedentes e conceito
Criar este álbum me concebeu um lugar para sonhar e para achar um escape durante um período assustador para o mundo. Me permitiu se sentir livre e aventurosa em um momento onde as coisas estavam mudando. Minha intenção era criar um lugar seguro, um lugar sem julgamentos. Um lugar para ser livre de perfeccionismo e de pensar demais. Um lugar para gritar, se liberar, sentir liberdade.

— Beyoncé sobre Renaissance
Na última metade dos anos 2010, Beyoncé lançou vários projetos narrativos aclamados pela crítica que exploram o legado de artistas e musicistas negros, incluindo: o álbum Lemonade de 2016; sua performance no festival Coachella de 2018, inspirada pelas faculdades e universidades historicamente negras estadunidenses (as HBCUs) e o álbum ao vivo e o filme da Netflix que o documentou; e o álbum da trilha sonora de O Rei Leão de 2019, o The Gift, e seu companheiro visual, Black Is King, de 2020.
Beyoncé disse à Vogue britânica que a quarentena durante a pandemia de COVID-19 a mudou como pessoa, afirmando que "estava gastando muito tempo focando em construir um legado e representando sua cultura da melhor maneira que sabia. Agora, eu decidi dar permissão a mim mesma de focar em sua alegria". Posteriormente, ela chamou este período de "o mais criativo em sua vida" conforme procurava escapar dos sentimentos do isolamento gravando novas músicas. Enquanto o isolamento começou a acabar, Beyoncé disse à Harper's Bazaar que "nós já estamos prontos para escapar, viajar, amar, e rir de novo. Eu sinto um renascimento emergindo, e eu quero fazer parte de nutrir essa fuga de todas as maneiras possíveis."
Beyoncé buscou inspiração na dance music e nas subculturas ballroom e clubbing do final dos anos 70. Beyoncé notou que ela já estava muito familiarizada à esta cultura pelo seu "tio" Johnny, seu primo gay que lutou contra o HIV e que ela diz ter sido "a primeira pessoa a expô-la a um monte de música e cultura que serviram de inspiração para este álbum." Johnny ajudou Beyoncé a se desenvolver como artista até sua morte por AIDS. Posteriormente, ela disse que queria que o álbum fosse uma celebração aos precursores subestimados da dance music, cujas contribuições não foram reconhecidas no mainstream.
A cantora começou a provocar um novo álbum em 7 de junho de 2022, removendo sua foto de perfil de todas as suas redes sociais. Quatro dias depois, o texto "O que é um B7?" apareceu na página inicial do site oficial da cantora. Os fãs notaram que o site também tinha espaços reservados para seus próximos sétimo e oitavo álbuns de estúdio. Beyoncé anunciou oficialmente Renaissance e colocou em pré-venda em seu site e plataformas de streaming digital no dia seguinte.
Após o lançamento do álbum, Beyoncé postou uma nota em seu site revelando que Renaissance é a primeira parte de um projeto de três atos que ela gravou nos últimos três anos durante a pandemia. Ela também compartilhou que o álbum é dedicado a seus filhos, seu marido e seu tio Johnny.

## Arte de capa

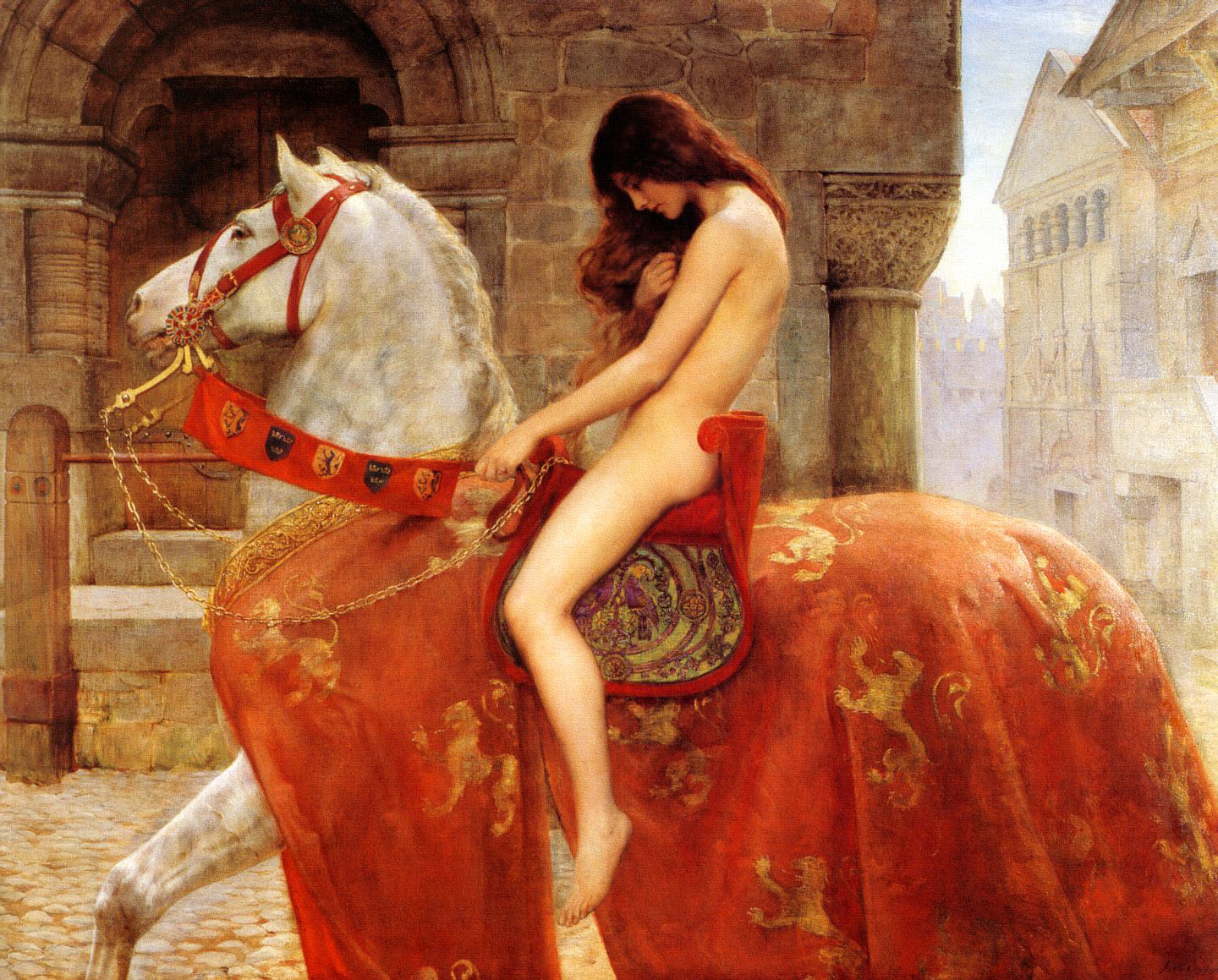
A arte da capa foi comparada a Lady Godiva, pintura de 1898 do artista britânico John Collier.

Em 30 de junho de 2022, Beyoncé revelou a arte da capa de Renaissance, acompanhada de uma breve nota, em suas contas nas redes sociais. Na imagem da capa, ela está sentada em cima de um "brilhante", "holográfico", "cavalo de cristal" em um "biquíni futurista, tipo centopéia". Os críticos interpretaram a capa como uma alusão à pintura de John Collier de 1897, Lady Godiva e Bianca Jagger andando a cavalo no Studio 54. A roupa usada por Beyoncé na capa foi criada por Nusi Quero e lembra o top de cristal que Beyoncé usou na capa de Dangerously in Love de 2003.
Uma imagem de capa alternativa na versão vinil do álbum apresenta Beyoncé no mesmo cavalo, mas "usando um chapéu de cowboy branco com um peça de cabeça prateada que esconde seu cabelo" e "correntes de prata brilhantes que envolvem seus braços e pernas, enquanto  penas brancas penduram sobre o corpo do cavalo". Atrás dela está a pintura de Luca Giordano, de 1690, La Conversion de Saint Paul, retratando a conversão do apóstolo Paulo.

## Composição
| |  |  |
| Beyoncé trabalhou com artistas da vanguarda da dance music na concepção do álbum, como Grace Jones (esquerda) e Nile Rodgers (direita). |  |  |

De acordo com críticos, Renaissance tem uma aproximação "inovadora" e "lúdica" ao gênero, misturando e alternando entres os diversos estilos musicais do álbum, principalmente gêneros negros da house music do pós-1970. Descrito como um álbum de dance, house, disco, pop e R&B, suas músicas incorporam elementos de uma grande variedade de subgêneros, como bounce, Detroit techno, garage house, afrobeat, boogie, funk, gospel, Miami bass, soul psicodélico, hip hop, trap, gqom, new jack swing, Jersey club, Chicago house, deep house, electro house, hip house, synth-pop, hyperpop, dancehall, e nu-disco.
As faixas são conectadas por transições perfeitas facilitadas por beatmatching, evocando uma mixagem de DJ. Isso reflete "os humores inconstantes e a fisicalidade da pista de dança" em vez de "as restrições de uma estação de rádio ou uma lista de reprodução", de acordo com Carrie Battan do The New Yorker. Algumas faixas contêm estruturas musicais não-convencionais, contendo vários andamentos e movimentos.
Liricamente, Renaissance contém temáticas de escapismo, autoconfiança, autoexpressão, hedoísmo e prazer, com Beyoncé inspirando alegria e confiança a seus ouvintes. De acordo com o The Guardian, ele "exorta os ouvintes a abraçar o prazer com todo o coração" particularmente citando a alegria da cultura negra. A composição do álbum enfatiza a dança tanto como uma medida de catarse pessoal e uma prática espiritual libertadora.
Beyoncé colaborou, sampleou e interpolou com precursores da dance music no álbum, incluindo artistas tanto do mainstream como underground dos gêneros. Isto fez o álbum  ser uma celebração a cultura preta e queer do dance, como Charlie Harding da Vulture determina como "um set de DJs com curadoria de pioneiros da house music".

## Lançamento e promoção
Beyoncé iniciou a promover o álbum em 7 de junho de 2022, removendo sua foto de perfil em todas suas redes sociais. Quatro dias depois, uma página em branco apenas com um texto escrito "What is a B7" ("O que é um B7" em português) apareceu no site oficial da cantora, fazendo referência ao seu 8° álbum solo de estúdio e aumentando ainda mais os rumores sobre o lançamento de seu álbum. Fãs também perceberam novas páginas criadas para seus sétimo e oitavo álbuns. 
Em 20 de junho de 2022, Beyoncé anunciou que o primeiro single do álbum, "Break My Soul", seria lançado à meia-noite no horário do leste de 21 de junho, para coincidir com o solstício de verão de 2022. A canção apareceu no serviço de streaming de música Tidal horas mais cedo, em 20 de junho, e um lyric video foi lançado posteriormente no YouTube. Simultaneamente, Beyoncé anunciou oficialmente o álbum e lançou a pré-venda de Renaissance em seu site e plataformas de stream no dia seguinte. Além disso, ela disponibilizou todo o seu catálogo para uso na plataforma, atraindo significativa atenção da mídia.
Depois de criar uma conta no TikTok em dezembro de 2021, Beyoncé postou seu primeiro video, um compilado de pessoas - incluindo a rapper estadudidense Cardi B - "dançando, vibrando e cantando" o primeiro single do Renaissance, "Break My Soul", em 14 de julho de 2022.
O álbum acabou vazando na internet. Embora seu último vazamento tenha sido durante seu último lançamento tradicional, com seu quarto álbum de estúdio, 4, o vazamento foi um choque, já que a operação de Beyoncé é famosa entre as mais seguras da indústria da música, conhecida pelo lançamento surpresa de seu álbum homónimo de 2013 e um ar geral de sigilo. Dois dias antes do lançamento, em 27 de julho, o álbum chegou às lojas da França. 
O álbum foi lançado oficialmente no dia 29 de julho de 2022. Após o lançamento do álbum, Beyoncé postou uma nota em seu site revelando que Reinassance é a primeira parte de um projeto de três atos que gravou nos últimos três anos, durante a pandemia de COVID-19.
Os críticos observaram que o Renaissance teve um lançamento mais convencional do que vários álbuns anteriores de Beyoncé, que foram todos lançamentos surpresa. O The New York Times escreveu que o lançamento "refletiu seus temas e músicas de retrocesso, com "Beyoncé evitando um lançamento digital exclusivo e, em vez disso, lançando elaborados pacotes de vinil e CD". Isso deu início a um "renascimento das vendas de CDs", de acordo com a Billboard.

## Lista de faixas
| Faixas da edição padrão |                                                 | |                                                                |         |  |
| N.º                     | Título                                          | Compositor(es) | Produzido por                                                  | Duração |  |
| 1.                      | "I'm That Girl"                                 | Beyoncé Knowles Terius Nash Kelman Duran Mike Dean Tommy Wright III Andrea Summers                                                                                         |                                                                | 3:28    |  |
| 2.                      | "Cozy"                                          | Knowles Nija Charles Honey Redmond Christopher Penny Luke Solomon Dean Dave Giles II Nash Curtis Jones                                                                     |                                                                | 3:30    |  |
| 3.                      | "Alien Superstar"                               | Knowles Redmond Penny Solomon Dean Denisia Andrews Brittany Coney Shawn Carter David Brown Dave Hamelin Timothy McKenzie Danielle Balbuena Rami Yacoub Leven Kali          |                                                                | 3:35    |  |
| 4.                      | "Cuff It"                                       | Knowles Nile Rodgers Andrews Raphael Saadiq Coney Morten Ristorp Nash Mary Brockert Allen McGrier                                                                          |                                                                | 3:45    |  |
| 5.                      | "Energy" (com participação de Beam)             | Knowles Sonny Moore Tyshane Thompson Almando Cresso Jordan Douglas Tizita Makuria Andrews Coney Nash Brockert McGrier Pharrell Williams Chad Hugo Adam Pigott Freddie Ross |                                                                | 1:56    |  |
| 6.                      | "Break My Soul"                                 | Knowles Nash Christopher Stewart Carter Allen George Fred McFarlane Pigott Ross                                                                                            | Beyoncé [a] The-Dream Tricky Stewart Jens Christian Isaken [b] | 4:38    |  |
| 7.                      | "Church Girl"                                   | Knowles Nash Ernest Wilson Elbernita Clark Jimi Payton Dion Norman Derrick Ordogne James Brown Orville Hall Phillip Price Ralph MacDonald William Salter                   |                                                                | 3:44    |  |
| 8.                      | "Plastic off the Sofa"                          | Knowles Sabrina Claudio Sydney Bennett Nick Green |                                                                | 4:14    |  |
| 9.                      | "Virgo's Groove"                                | Knowles Kali Solomon Cole Daniel Memmi Dustin Bowie Darius Scott Jocelyn Donald Jesse Wilson Andrews Coney                                                                 |                                                                | 6:08    |  |
| 10.                     | "Move" (com participação de Grace Jones e Tems) | Knowles Richard Isong Ariowa Irosogie Andrews Coney Temilade Openiyi Ronald Banful                                                                                         |                                                                | 3:23    |  |
| 11.                     | "Heated"                                        | Knowles Aubrey Graham Matthew Samuels Jahaan Sweet Rupert Thomas Jr. Sean Seaton Andrews Coney Ricky Lawson                                                                |                                                                | 4:20    |  |
| 12.                     | "Thique"                                        | Knowles Nash Chauncey Hollis Boggs Julian Mason Jabbar Stevens Cherdericka Nichols                                                                                         |                                                                | 4:04    |  |
| 13.                     | "All Up in Your Mind"                           | Knowles Stevens Dean Nichols Michael Tucker Alexander Cook Jameil Aossey Larry Griffin Jr.                                                                                 |                                                                | 2:49    |  |
| 14.                     | "America Has a Problem"                         | Knowles Nash Dean Carter Andrell Rogers Tino Santron McIntosh |                                                                | 3:18    |  |
| 15.                     | "Pure/Honey"                                    | Knowles Tucker Saadiq Scott Michael Pollack Andrews Nash Coney Moi Renee Eric Snead Jerel Black VeJai Alston Michael D. Cox Andrew Richardson Count Maurice                |                                                                | 4:48    |  |
| 16.                     | "Summer Renaissance"                            | Knowles Kali Andrews Dean Coney Nash Boggs Coppin Diagne Lawson Donna Summer Giorgio Moroder Peter Bellotte                                                                |                                                                | 4:34    |  |
| Duração total:          | Duração total:                                  | Duração total: | Duração total:                                                 | 62:14   |  |

Observações
- ↑a  Indica que o indivíduo também estava envolvido na produção vocal.
- ↑b  Indica um co-produtor.

### Samplese interpolações
- "I'm That Girl"
  - contém uma interpolação de "Still Pimpin" (1995), composta por Tommy Wright III e Andrea Summers e interpretada por Wright III e Princess Loko.
- "Cozy" 
  - contém um trecho de "Bitch I'm Black", de Ts Madison.
  - contém uma interpolação de "Get With U" (1992), composta por Curtis Alan Jones e interpretada por Lidell Townsell e M.T.F.
  - contém uma interpolação de "Unique" (1992), composta por Kim Cooper e Peter Rauhofer e interpretada por Danube Dance com a participação de Cooper.
- "Alien Superstar"
  - contém uma interpolação de "I'm Too Sexy" (1991), composta por Rob Manzoli, Richard Fairbrass e Christopher Fairbrass e interpretada por Right Said Fred.
  - contém um sample de "Moonraker" (1998), composta por John Michael Cooper e interpretada por Foremost Poets.
  - contém um sample do discurso "Black Theatre", de Barbara Ann Teer.
  - contém um sample de "Unique" (1992), composta por Kim Cooper e Peter Rauhofer e interpretada por Danube Dance com a participação de Cooper.
- "Cuff It"
  - contém uma interpolação de "Ooh La La La" (1988), composta por Mary Brockert e Allan McGrier e interpretada por Teena Marie.
- "Energy"
  - contém uma interpolação de "Ooh La La La" (1988), composta por Mary Brockert e Allan McGrier e interpretada por Teena Marie.
  - contém um sample de "Explode" (2014), composta por Big Freedia e Adam Piggot e interpretada por Freedia.
  - contém uma interpolação de "Milkshake" (2003), composta por Pharrell Williams e Chad Hugo e interpretada por Kelis (posteriormente retirado das plataformas de streaming).

- "Break My Soul" 
  - contém um sample de "Explode" (2014), composta por Big Freedia e Adam Piggot e interpretada por Freedia.
  - contém uma interpolação de "Show Me Love" (1990), composta por Allen George e Fred McFarlane e interpretada por Robin S.[27]
- "Church Girl"
  - contém um sample de "Center of Thy Will" (1981), composta por Elbernita Clark e interpretada por The Clark Sisters.
  - contém uma interpolação de "Where They At" (1992), composta por Jimi Payton, Dion Norman e Derrick Ordogne e interpretada por DJ Jimi.
  - contém uma interpolação de "Think (About It)" (1972), composta por James Brown e interpretada por Lyn Collins.
  - contém uma interpolação de "Drag Rap (Triggerman)" (1986), composta por Orville Hall e Phillip Price e interpretada por Showboys.
  - contém um sample de "Mister Magic" (1975), composta por Ralph MacDonald e William Salter e interpretada por Grover Washington Jr.
- "Heated"
  - contém um sample de "Where To Land" (2013), composta por Travis Garland e The Stereotypes e interpretada por Garland.
- "America Has a Problem"
  - contém um sample de "Cocaine" (1990), composta por Tino McIntosh e Andrell Rogers e interpretada por Kilo Ali.
- "Pure/Honey"
  - contém um sample de "Miss Honey" (1992), composta por Andrew Richardson, Count Maurice e Moi Renee e interpretada por Renee.
  - contém um sample de "Cunty (Wave Mix)" (1999), composta por Eric Snead e Jerel Black e interpretada por Kevin Aviance.
  - contém um sample de "Feels Like" (2011), composta por Michael Cox e Kevin Bellmon e interpretada por MikeQ e Kevin Jz Prodigy.
- "Summer Renaissance"
  - contém uma interpolação de "I Feel Love" (1977), composta por Donna Summer, Giorgio Moroder e Pete Bellotte e interpretada por Summer.

## Tabelas musicais
| Paradas (2022)                        | Melhor posição |
| ------------------------------------- | -------------- |
| Austrália (ARIA)                      | 1              |
| Bélgica (Ultratop Flandres)           | 1              |
| Bélgica (Ultratop Valônia)            | 1              |
| Países Baixos (Dutch Charts)          | 1              |
| Finlândia (Suomen virallinen lista)   | 3              |
| França (SNEP)                         | 1              |
| Alemanha (Offizielle Deutsche Charts) | 2              |
| Islândia (Plötutíðindi)               | 2              |
| Irlanda (Official Irish Albums)       | 1              |
| Itália (FIMI)                         | 2              |
| Japão (Oricon)                        | 9              |
| Japão (Billboard Japan)               | 49             |
| Lituânia (AGATA)                      | 2              |
| Nova Zelândia (RMNZ)                  | 1              |
| Noruega (VG-lista)                    | 3              |
| Escócia (Official Scottish Albums)    | 1              |
| Suécia (Sverigetopplistan)            | 1              |
| Suíça (Schweizer Hitparade)           | 3              |
| Reino Unido (Official Albums Chart)   | 1              |
| Estados Unidos (Billboard 200)        | 1              |

## Prêmios
| Premiação                     | Ano  | Categoria                                 | Resultado | Referências |
| ----------------------------- | ---- | ----------------------------------------- | --------- | ----------- |
| American Music Awards - AMA's | 2022 | Álbum pop/rock favorito                   | Indicado  | [ 35 ]      |
| American Music Awards - AMA's | 2022 | Álbum soul/R&B favorito                   | Venceu    | [ 35 ]      |
| Danish Music Awards           | 2022 | Álbum internacional do ano                | Indicado  | [ 77 ]      |
| People's Choice Awards        | 2022 | Álbum de 2022                             | Indicado  | [ 36 ]      |
| Soul Train Music Awards       | 2022 | Melhor álbum do ano                       | Venceu    | [ 37 ]      |
| Hungarian Music Awards        | 2023 | Álbum estrangeiro pop/rock moderno do ano | Pendente  | [ 38 ]      |
| Gaffa Awards                  | 2023 | Lançamento internacional do ano           | Indicado  | [ 39 ]      |
| Grammy Awards                 | 2023 | Álbum do ano                              | Indicado  | [ 40 ]      |
| Grammy Awards                 | 2023 | Melhor álbum de dance/eletronica          | Venceu    | [ 40 ]      |
| iHeartRadio Music Awards      | 2023 | Álbum do ano de R&B                       | Venceu    | [ 41 ]      |
| Kids' Choice Awards           | 2023 | Álbum favorito                            | Indicado  | [ 42 ]      |
| NAACP Image Awards            | 2023 | Álbum destaque                            | Venceu    | [ 43 ]      |
| Urban Music Awards            | 2023 | Melhor álbum                              | Indicado  | [ 44 ]      |

## Histórico de lançamento
| Região | Data                | Formato(s)                          | Gravadora         | Ref           |
| ------ | ------------------- | ----------------------------------- | ----------------- | ------------- |
| Vários | 29 de julho de 2022 | CD download digital streaming vinil | Parkwood Columbia | [ 78 ] [ 45 ] |